# Vành khuyên vàng châu Phi
Vành khuyên vàng châu Phi, tên khoa học Zosterops senegalensis, là một loài chim trong họ Zosteropidae.

## Phân loài
- Z. s. senegalensis Bonaparte, 1850 – Mauritania and Senegal to northwest Ethiopia
- Z. s. jacksoni Neumann, 1899 – west Kenya and north Tanzania
- Z. s. demeryi Büttikofer, 1890 – Sierra Leone, Liberia and Ivory Coast
- Z. s. gerhardi Elzen & König, C, 1983 – south Sudan and northeast Uganda
- Z. s. kasaicus Chapin, 1932 – central D.R. Congo to northeast Angola
- Z. s. heinrichi Meise, 1958 – northwest Angola
- Z. s. quanzae Meyer de Schauensee, 1932 – central Angola

## Phân bố
Nó được tìm thấy trong Angola, Bénin, Botswana, Burkina Faso, Burundi, Cameroon, Cộng hòa Trung Phi, Chad, Comoros, Cộng hòa Dân chủ Congo, Ivory Coast, Guinea Xích Đạo, Eritrea, Ethiopia, Gabon, Gambia, Ghana, Guinée, Guinea-Bissau, Kenya, Liberia, Malawi, Mali , Mauritanie, Mozambique, Namibia, Niger, Nigeria, Rwanda, Sénégal, Sierra Leone, Nam Phi, Sudan, Tanzania, Togo, Uganda, Zambia và Zimbabwe. Môi trường sống của loài này là rừng khô nhiệt đới hoặc cận nhiệt đới, rừng ẩm vùng đất thấp nhiệt đới hoặc cận nhiệt đới, xavan ẩm, và rừng cây bụi cận nhiệt đới hoặc cận nhiệt đới khô.